# Ȭ
Cette page contient des caractères spéciaux ou non latins. S’ils s’affichent mal (▯, ?, etc.), consultez la page d’aide Unicode.
Ȭ (minuscule : ȭ), appelé O tilde macron, est un graphème utilisé dans l’écriture du live.
Il s'agit de la lettre O diacritée d’un tilde et d’un macron.

## Utilisation
En live, ‹ ȭ › se prononce /ɨː/ — ‹ õ › représente le son /ɨ/ et le macron indique la longueur.

## Représentations informatiques
Le O tilde macron peut être représenté avec les caractères Unicode suivants :
- précomposé (latin étendu B)[1] :

| formes    | représentations | chaînes de caractères | points de code | descriptions                              |
| --------- | --------------- | --------------------- | -------------- | ----------------------------------------- |
| majuscule | Ȭ               | Ȭ                     | U+022C         | lettre majuscule latine o tilde et macron |
| minuscule | ȭ               | ȭ                     | U+022D         | lettre minuscule latine o tilde et macron |

- décomposé (latin de base, diacritiques) :

| formes    | représentations | chaînes de caractères | points de code       | descriptions                                                   |
| --------- | --------------- | --------------------- | -------------------- | -------------------------------------------------------------- |
| majuscule | Ȭ               | O◌̃◌̄                   | U+004F U+0303 U+0304 | lettre majuscule latine o diacritique tilde diacritique macron |
| minuscule | ȭ               | o◌̃◌̄                   | U+006F U+0303 U+0304 | lettre minuscule latine o diacritique tilde diacritique macron |